# NGC 7227
NGC 7227 est une galaxie lenticulaire située dans la constellation du Lézard. Sa vitesse par rapport au fond diffus cosmologique est de 6 214 ± 37 km/s, ce qui correspond à une distance de Hubble de 91,7 ± 6,5 Mpc (∼299 millions d'al). NGC 7227 a été découverte par l'astronome français Édouard Stephan en 1872.
La distance de Hubble de NGC 7228 qui se trouve à proximité dans le ciel est de 92,14 ± 6,46 Mpc (∼301 millions d'al). Aussi, il est probable que ces deux galaxies forment une paire réelle.